# Ticho (sång)
"Ticho" är en singel av den polska sångerskan Ewa Farna. Den släpptes år 2007 som den första singeln från hennes andra tjeckiska studioalbum med samma titel som låten: Ticho.

## Listplaceringar
| Lista (2007-2008) | Topplacering |
| ----------------- | ------------ |
| Slovakien         | 13           |
| Tjeckien          | 3            |